# تي. جيف باسباي
تي. جيف باسباي هو محامي وسياسي أمريكي، ولد في 26 يوليو 1884، وتوفي في 18 أكتوبر 1964 في هيوستن في الولايات المتحدة. نشط حزبياً في الحزب الديمقراطي. وقد انتخب عضو مجلس النواب الأمريكي ‏.